# Wilfred Bouma
Wilfred Bouma, född 15 juni 1978 i Helmond, Nederländerna, är en nederländsk före detta fotbollsspelare som spelade som försvarare.
Bouma kom till Aston Villa i augusti 2005 från PSV Eindhoven. Under de följande tre säsongerna spelade han 90 matcher för klubben, men på grund av flera skador spelade han sedan inte en enda a-lagsmatch under 2009 och 2010 års säsonger. Den 6 maj 2010 sade Aston Villas manager Martin O'Neill att klubben inte tänkte förnya Boumas kontrakt som löpte ut slutet av säsongen 2009-2010.
Den 30 augusti 2010 skrev han på ett tvåårskontrakt med PSV Eindhoven och var därmed tillbaka i samma klubb som hans proffskarriär startade i.